# Kajetan Mérey
Kajetan Mérey de Kapos Mére (německy Cajetan Mérey von Kapos-Mére) (16. ledna 1861, Vídeň – 2. února 1931, Vídeň) byl rakousko-uherský diplomat. Jako absolvent práv působil od roku 1884 ve službách rakousko-uherského ministerstva zahraničí. Vystřídal nižší diplomatické posty v Srbsku, Rumunsku, Francii nebo Turecku. Vynikl jako rakousko-uherský delegát na dvou mezinárodních konferencích v Haagu (1899, 1907), mezitím byl prvním sekčním šéfem na ministerstvu zahraničí (1904–1907). V letech 1910–1915 zastával funkci rakousko-uherského velvyslance v Itálii. V závěru první světové války byl účastníkem mírových jednání v Brest-Litevsku (1917). Po roce 1918 žil v soukromí.

## Životopis
Pocházel ze staré uherské šlechtické rodiny připomínané od 13. století, byl synem státního úředníka Alexandra Méreye (1834–1927). Kajetan vyrůstal ve Vídni, kde absolvoval gymnázium, poté studoval na Tereziánské akademii a nakonec získal doktorát práv na Vídeňské univerzitě. Po studiích absolvoval krátkou službu v c. k. armádě a v hodnosti poručíka (1883) byl převeden do stavu záloh. V roce 1884 vstoupil do služeb ministerstva zahraničí, kde působil řadu let s několika přestávkami. V letech 1885–1886 zastával nižší posty v Bělehradě a Bukurešti. Jako dvorní koncipista působil v letech 1886–1889 na ministerstvu zahraničí, kde pracoval v obchodní sekci, jako rodilý Maďar také zprostředkovával styky mezi ministerstvem a zástupci uherského zemského sněmu. V letech 1891–1893 působil v Paříži, kde získal titul legačního sekretáře, na stejné pozici pak krátce v letech 1894–1895 pobýval v Istanbulu. V lednu 1895 byl znovu povolán do Vídně na ministerstvo zahraničí, kde byl jmenován sekčním radou, později se stal dvorním radou a ředitelem kabinetní kanceláře ministra zahraničí. V roce 1899 se zúčastnil mírové konference v Haagu, o dva roky později byl na ministerstvu zahraničí jmenován II. sekčním šéfem s titulem vyslance.
V letech 1904–1907 zastával na ministerstvu zahraničí funkci prvního sekčního šéfa.  V roce 1907 byl delegátem na druhé konferenci v Haagu, pro tuto příležitost získal titul mimořádného a zplnomocněného velvyslance, aby byl postaven na stejnou úroveň s dalšími zástupci zahraničních mocností. Svými současníky byl hodnocen jako schopný a obratný diplomat, i když svůj názor v otázce mezinárodního odzbrojeí podřídil postojům spojeneckého Německa. Po návratu z Haagu nastoupil roční dovolenou, která mu byla následně prodlužována, protože pro něj nebyl flek. Do aktivní služby se vrátil v březnu 1910, kdy byl jmenován rakousko-uherským velvyslancem v Itálii. Během svého působení v Římě spojil osobní kvality bystrého úsudku, inteligence a pracovitosti s bohatou sítí kontaktů z dřívějších dob a díky tomu patřil k nejlépe informovaným osobnostem rakousko-uherské diplomatického sboru. Větší vliv měl pod dlouholetou ochranou svého patrona Aloise Lexy, po nástupu nového ministra zahraničí Berchtolda v roce 1912 byla jeho pozice již slabší. Po sarajevském atentátu se nervově zhroutil a od léta 1914 jej v Římě zastupoval Karl Macchio. Mérey setrval formálně ve funkci velvyslance v Římě do května 1915, kdy Itálie vyhlásila válku Rakousku-Uhersku. Již v roce 1914 se však vrátil do Vídně, kde byl pověřen vedením 4. oddělení na ministerstvu zahraničí. Jako zástupce ministerstva zahraničí byl delegátem na mírových jednáních v Brest-Litevsku (1917). Po rozpadu monarchie žil v soukromí. 

## Tituly a ocenění
Jako sekční šéf na ministerstvu zahraničí obdržel v roce 1904 titul c. k. tajného rady s nárokem na oslovení Excelence. Během svého působení v diplomatických službách získal řadu vyznamenání v Rakousku-Uhersku a v zahraničí. Za účast na jednáních o Brestlitevském míru obdržel Válečný kříž Za občanské zásluhy I. třídy (1917). Jako jediný k tomuto řádu obdržel briliantovou dekoraci. Mimo jiné byl také držitelem nizozemské Čestné medaile pro účastníky haagské mírové konference.

### Rakousko-Uhersko
- komtur Řádu Františka Josefa (1898)
- Jubilejní pamětní medaile (1898)
- rytířský kříž Leopoldova řádu (1899)
- Řád železné koruny I. třídy (1906)
- velkokříž Leopoldova řádu (1907)

### Zahraničí
- Řád svaté Anny I. třídy (Rusko)
- Řád sv. Stanislava II. třídy (Rusko)
- Řád červené orlice I. třídy (Německo)
- Řád pruské koruny I. třídy (Německo)
- velkokříž Řádu sv. Mořice a Lazara (Itálie)
- velkodůstojník Řádu italské koruny (Itálie)
- velkokříž Řádu Karla III. (Španělsko)
- velkodůstojník Královského Viktoriina řádu (Spojené království)
- rytíř Řádu čestné legie (Francie)
- velkokříž Řádu sv. Michaela (Bavorsko)
- velkokříž Řádu Albrechtova (Sasko)
- velkokříž Řádu polární hvězdy (Švédsko)
- Řád dvojitého draka I. třídy (Čína)
- velkodůstojník Řádu siamské koruny (Siam)
- Řád Medžidie II. třídy (Osmanská říše)
- Řád Osmanie I. třídy (Osmanská říše)
- Řád lva a slunce I. třídy (Persie)
- Řád posvátného pokladu II. třídy (Japonsko)
- velkokříž Řádu etiopské hvězdy (Habeš)
- komandér Řádu rumunské koruny (Rumunsko)
- velkokříž Královského řádu za občanské zásluhy (Bulharsko)
- Řád Takova II. třídy (Srbsko)
- rytířský kříž Řádu Spasitele (Řecko)
- Vévodský sasko-ernestinský domácí řád (Sasko-Kobursko)
- Řád bílého sokola (Sasko-Výmarsko)
- Řád Gryfa (Meklenbursko-Zvěřínsko)